# トループ郡 (ジョージア州)
トループ郡（英: Troup County）は、アメリカ合衆国ジョージア州の西部に位置する郡である。人口は6万9426人（2020年） 。郡庁所在地はラグレンジであり、同郡で人口最大の都市である。

## 歴史
トループ郡を始め、リー郡、マスコギー郡、コウェタ郡、キャロル郡となった領域は、1825年のインディアンスプリングス条約でクリーク族インディアンから譲渡されたものだった。トループ郡の領域は1826年6月9日にジョージア州議会で作られたが、郡名が付けられたのは同年12月14日になってからだった。
郡名は、第32代ジョージア州知事、同州選出アメリカ合衆国下院議員、同上院議員を務めたジョージ・トループに因んで名付けられた。
トループ郡の公式歴史家は、著名な著作家フォレスト・クラーク・ジョンソン3世である。

## 地理
アメリカ合衆国国勢調査局に拠れば、郡域全面積は445.96平方マイル (1,155.0 km2)であり、このうち陸地413.90平方マイル (1,072.0 km2)、水域は32.06平方マイル (83.0 km2)で水域率は7.19%である。

### 主要高規格道路

#### 州間高速道路
- 州間高速道路85号線
- 州間高速道路185号線

#### アメリカ国道
- アメリカ国道27号線
- アメリカ国道29号線

#### ジョージア州道
- ジョージア州道1号線
- ジョージア州道14号線
- ジョージア州道14号線接続路
- ジョージア州道14号線支線
- ジョージア州道18号線
- ジョージア州道54号線
- ジョージア州道100号線
- ジョージア州道103号線
- ジョージア州道109号線
- ジョージア州道219号線
- ジョージア州道403号線
- ジョージア州道411号線

### 隣接する郡
- コウェタ郡 - 北東
- メリウェザー郡 - 東
- ハリス郡 - 南
- チェンバース郡 (アラバマ州) - 南西
- ランドルフ郡 (アラバマ州) - 北西
- ハード郡 - 北北西

## 人口動態

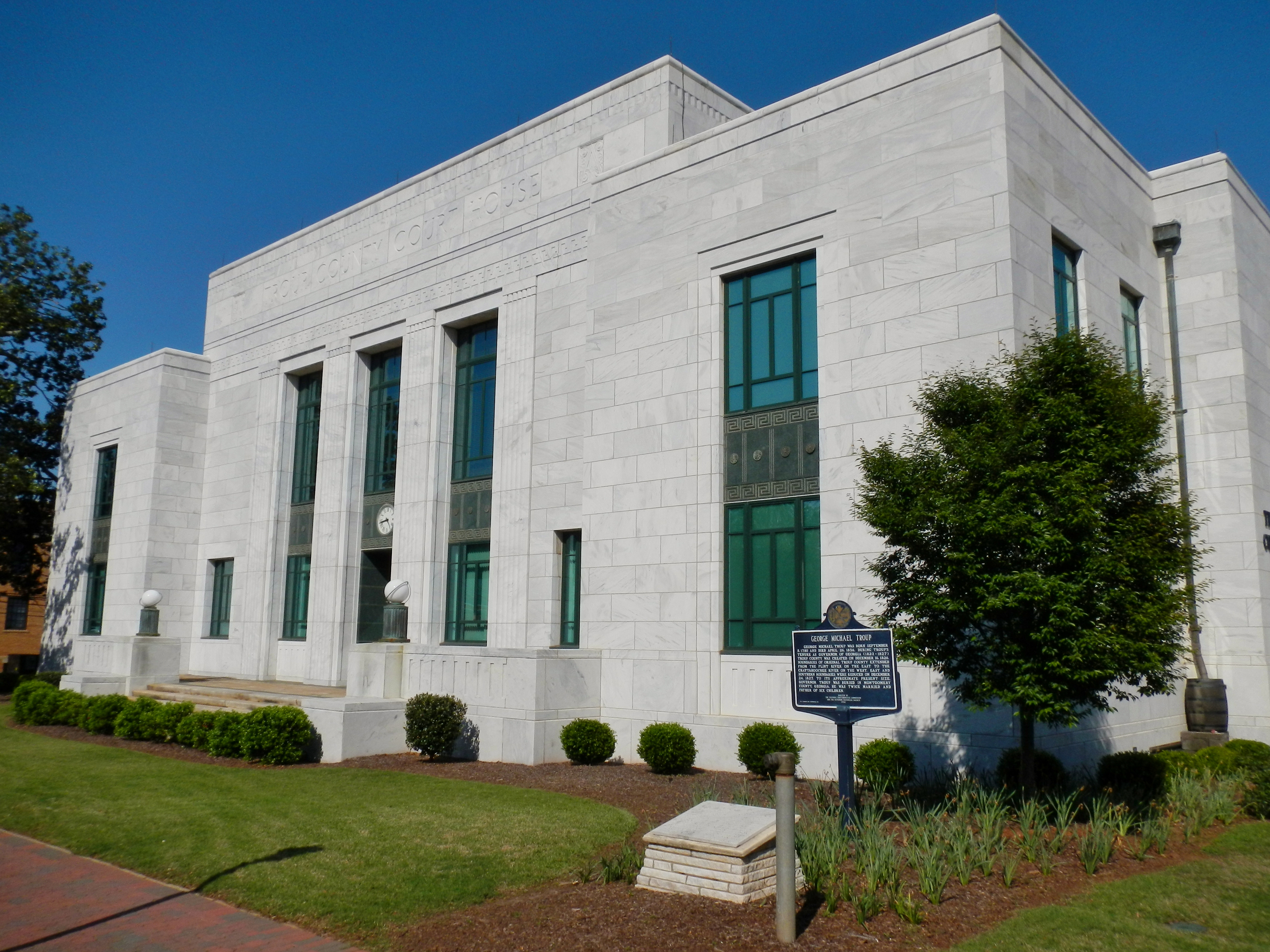
旧トループ郡庁舎、1939年建設、1995年6月8日にアメリカ合衆国国家歴史登録財に指定

以下は2000年国勢調査による人口統計データである。
| 基礎データ - 人口: 58,779人 - 世帯数: 21,920 世帯 - 家族数: 15,607 家族 - 人口密度: 55人/km2（142人/mi2） - 住居数: 23,824軒 - 住居密度: 22軒/km2（58軒/mi2） 人種別人口構成 - 白人: 65.80% - アフリカン・アメリカン: 31.87% - ネイティブ・アメリカン: 0.16% - アジア人: 0.58% - 太平洋諸島系: 0.06% - その他の人種: 0.75% - 混血: 0.78% - ヒスパニック・ラテン系: 1.71% 年齢別人口構成 - 18歳未満: 27.9% - 18-24歳: 9.2% - 25-44歳: 28.4% - 45-64歳: 21.9% - 65歳以上: 12.6% - 年齢の中央値: 35歳 - 性比（女性100人あたり男性の人口） - 総人口: 91.0 - 18歳以上: 86.7 | 世帯と家族（対世帯数） - 18歳未満の子供がいる: 34.6% - 結婚・同居している夫婦: 49.1% - 未婚・離婚・死別女性が世帯主: 17.9% - 非家族世帯: 28.8% - 単身世帯: 24.9% - 65歳以上の老人1人暮らし: 10.2% - 平均構成人数 - 世帯: 2.61人 - 家族: 3.12人 収入と家計 - 収入の中央値 - 世帯: 35,469米ドル - 家族: 41,891米ドル - 性別 - 男性: 31,863米ドル - 女性: 22,393米ドル - 人口1人あたり収入: 17,626米ドル - 貧困線以下 - 対人口: 14.8% - 対家族数: 12.2% - 18歳未満: 20.7% - 65歳以上: 14.0% |

## 都市と町
- ラグレンジ - 郡庁所在地
- ホーガンズビル
- ウェストポイント
- マウントビル（未編入の町）
- ハリソンビル（未編入の町）